# روبرت إل. ستون
روبرت إل. ستون (بالإنجليزية: Robert L. Stone)‏ هو شخصية أعمال أمريكي، ولد في 19 ديسمبر 1921، وتوفي في 28 يناير 2009.